# وريد سنعي راحي
الأوردة السنعية الراحية هي أوردة تقوم بتصريف الدم من المنطقة السنعية لراحة اليد إلى الأوردة العميقة في الذراع.